# Peugeot 604
Der Peugeot 604 war das erste Modell aus dem Bereich der oberen Mittelklasse des französischen Fahrzeugherstellers Peugeot seit 1931 und Nachfolger des Peugeot 601. Es wurde zwischen Herbst 1975 und Frühjahr 1986 hergestellt.

## Modellgeschichte

### Allgemeines

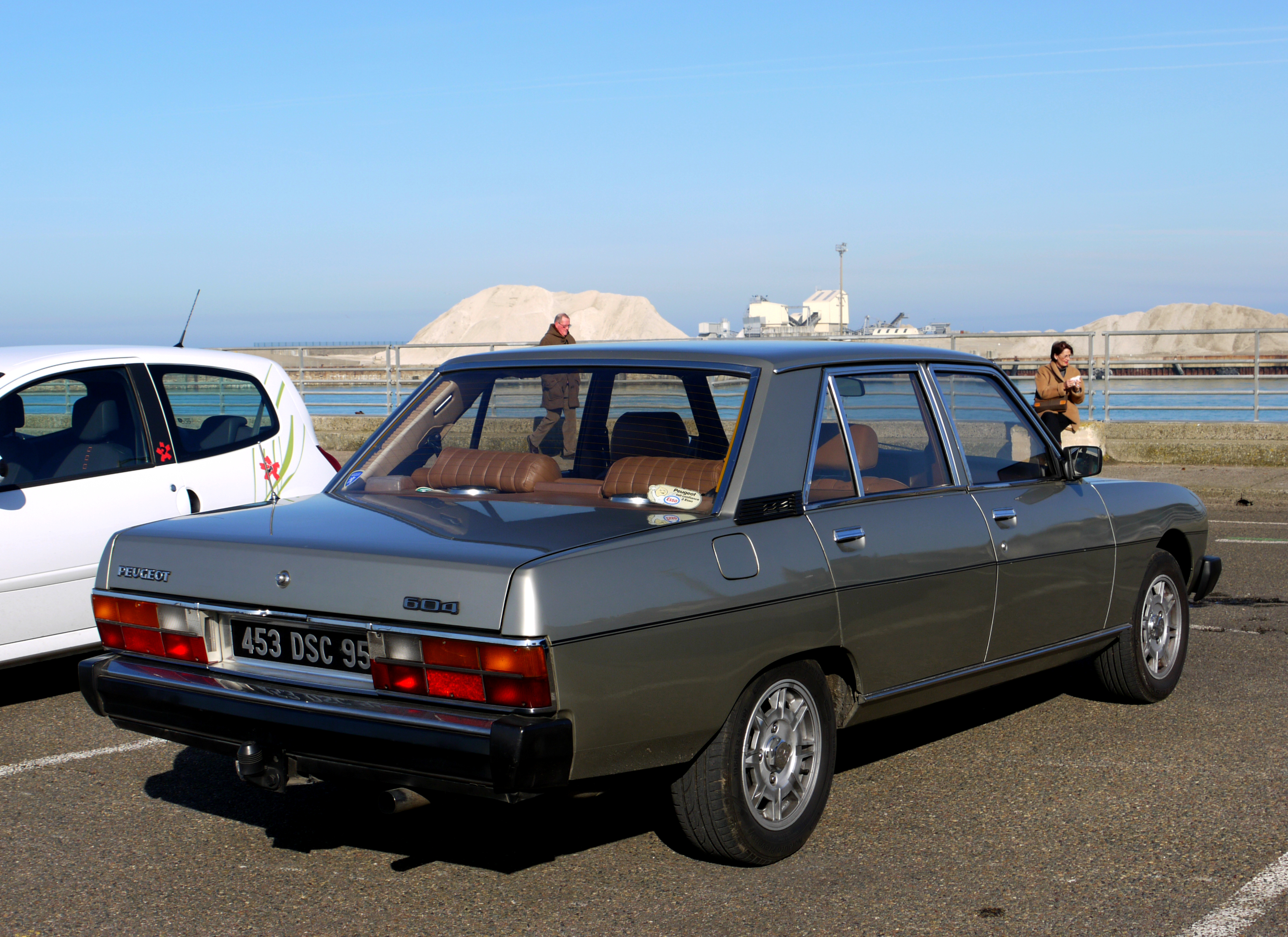
Heckansicht

Erstmals wurde der 604 auf dem Genfer Auto-Salon im März 1975 vorgestellt. Peugeot beschloss, auf der technischen Grundlage des 504 ein Oberklassefahrzeug in traditioneller Linienführung zu schaffen. Der Entwurf von Pininfarina war mit seinen glatten, klaren Linien ein Reisewagen. Konstruiert wurde der 604 im Technischen Zentrum Bavans in der Nähe von Montbéliard.
Der Karosseriebauer Heuliez bot auch eine Version mit 5,34 m Länge sowie ein Landaulet an, von dem nur zwei Exemplare gebaut wurden.
Die ersten 604 V6 SL wurden im September 1975 ausgeliefert. Sie verwendeten die neue PRV-V6-Maschine mit 2664 cm³. Dieser Motor war der sogenannte „Europa-V6“ und wurde von Peugeot (604), Renault (R30) und Volvo (V264) gemeinsam entwickelt und eingesetzt (deshalb auch „PRV“). Der für einen V6 ungewöhnliche Zylinderwinkel von 90° und ein damit verbundenes unruhiges Laufverhalten sind darauf zurückzuführen, dass der „Europa-V6“ zunächst als Achtzylindermotor konstruiert wurde, später jedoch wegen der Ölkrise von 1973 um zwei Zylinder gekürzt wurde.
Die Motorleistung betrug zunächst 136 PS. Geliefert wurde er mit dem manuell schaltbaren Getriebe BA10/4 mit vier Gängen. Alternativ wurde er als Automatique mit Automatikgetriebe aus der Fabrikation des General-Motors-Getriebewerks in Straßburg verkauft. 1977 wurde der 604 TI mit Bosch-K-Jetronic (144 PS) eingeführt. Es gab nun serienmäßig ein Fünfganggetriebe BA10/5 und in den Automatikfahrzeugen ein Dreiganggetriebe von ZF. Im September 1980 folgte der STI mit verbesserter Ausstattung.

### Modellpflege
Ende 1979 wurde die Modellpalette um ein Modell SR mit einem Zweiliter-Vierzylinder-Einspritzmotor (96 PS) aus dem 504 ergänzt (Type A18). Diese Version blieb bis 1983 im Angebot und wurde ausschließlich an französische Behörden ausgeliefert, die sich im Zeichen der Energiekrise ein sparsames, aber dennoch repräsentatives Fahrzeug wünschten.
Bis zum Produktionsende erweiterte Peugeot die Modellpalette des 604 um den 150 PS starken GTI (2849 cm³, verbessert mit gleichmäßigen Zündabständen und ruhigem Lauf) und einige Vierzylinder-Dieselmotoren: 604 D-Turbo mit Garrett-Turbo und 80 PS (2304 cm³), die geänderte XD2-Maschine, die später in die Ausstattungslinien GRD und SRD Turbo unterteilt wurde. Der Motor wurde in den letzten Produktionsjahren durch eine leistungsgesteigerte Version mit 95 PS abgelöst (2498 cm³). Für die Dieselmotoren war eine Vierstufen-Automatik – ebenfalls von ZF – lieferbar.
Als der erste Peugeot 604 D-Turbo im Februar 1979 vorgestellt wurde, war er der europaweit erste Turbodiesel in einem Personenwagen sowie der erste, der mit Schaltgetriebe angeboten wurde (bereits 1977 hatte Mercedes-Benz in den USA den Verkauf des 300 SD mit Fünfzylinder-Turbodieselmotor und Vierstufen-Automatik begonnen).
Der DDR-Staatsratsvorsitzende Erich Honecker nutzte den 604 als Staatslimousine. Ein 604 Landaulet diente Frankreichs Staatspräsidenten Valéry Giscard d’Estaing, der zweite dem Präsidenten der Republik Niger als repräsentative Limousine.

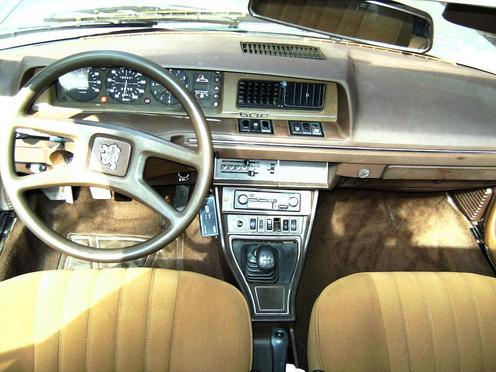
Innenraum
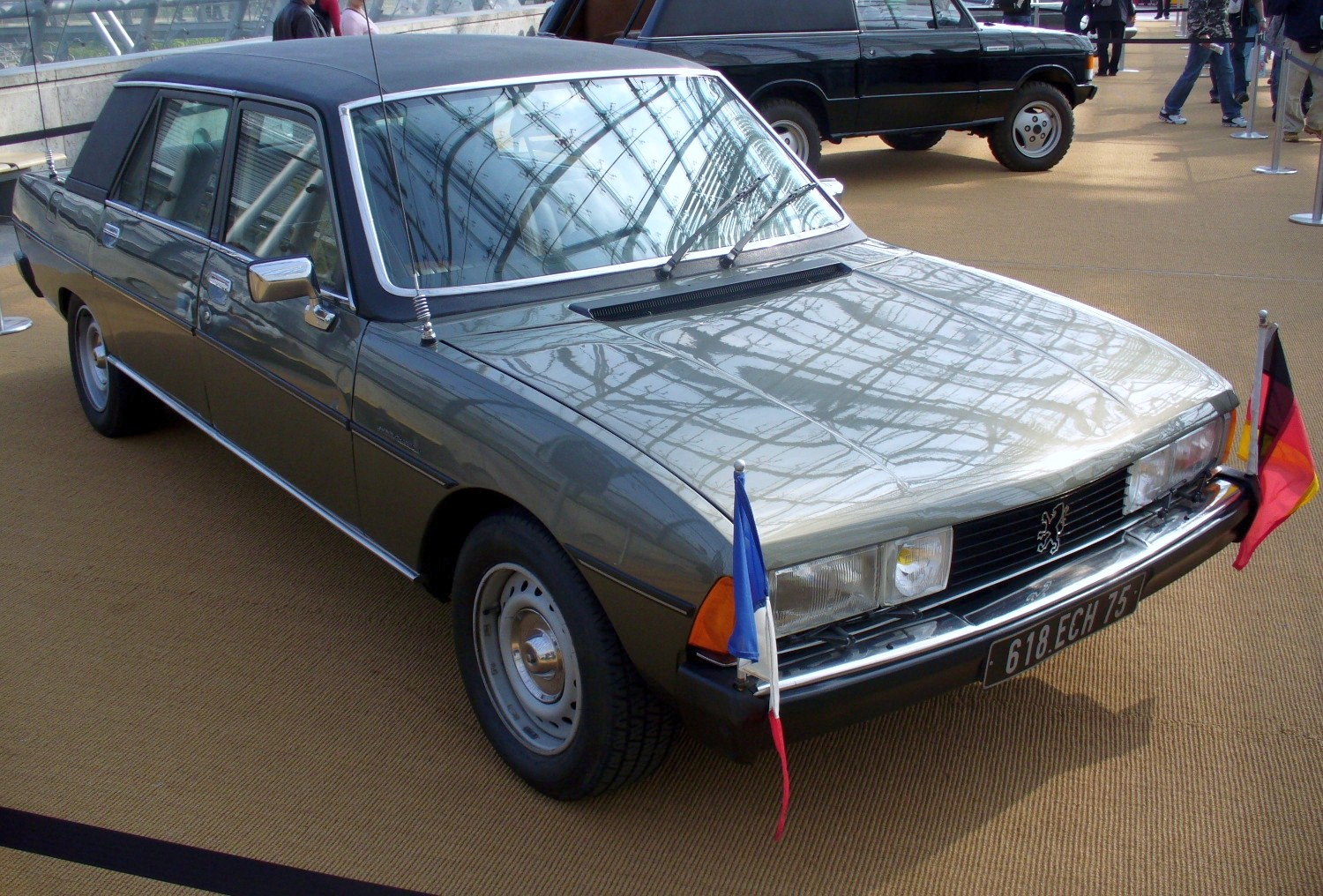
604 als Staatskarosse von Valery Giscard d’Estaing
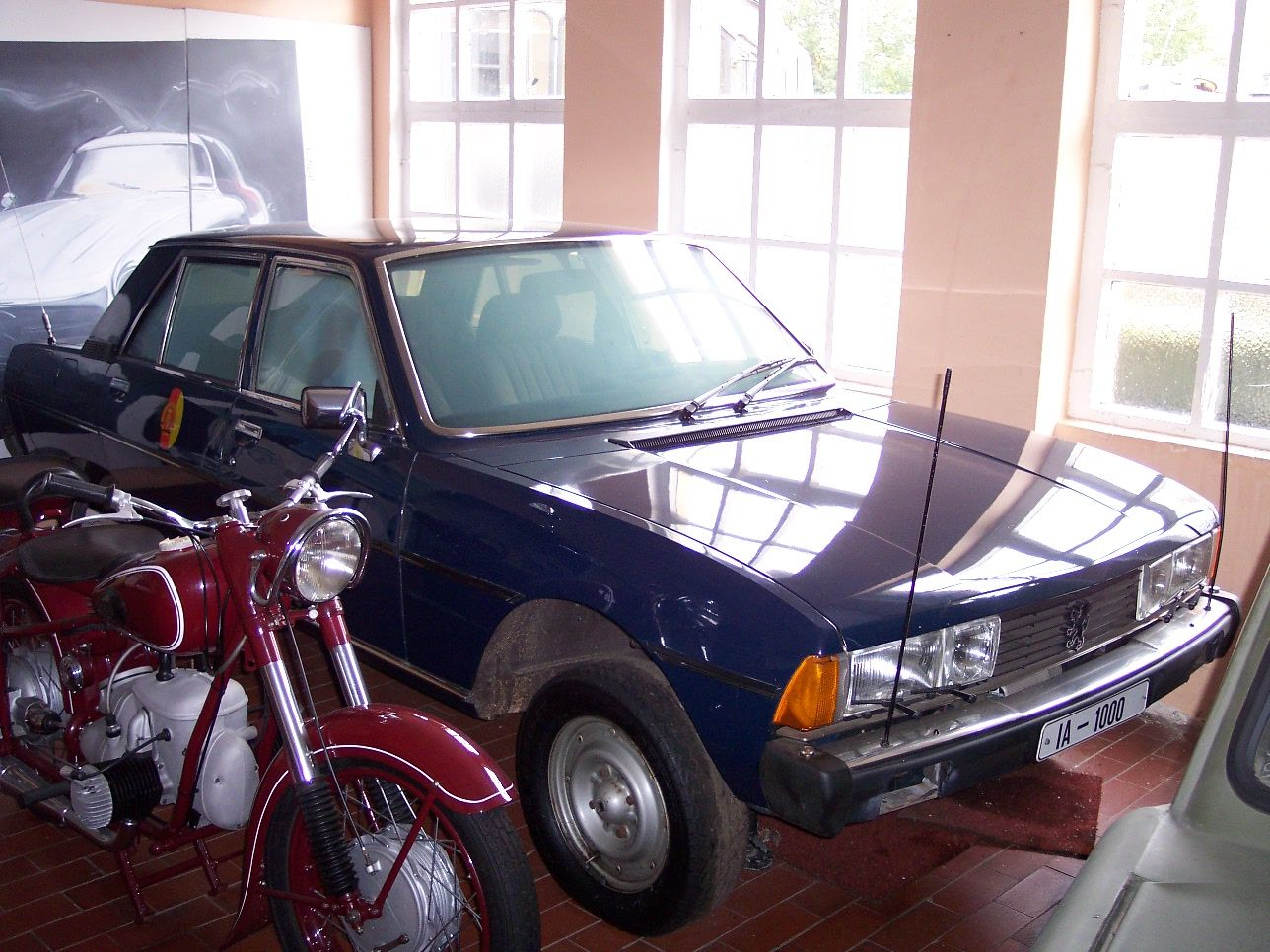
Peugeot 604 von Erich Honecker (IA-1000)

Im Februar 1986 endete die Produktion des 604 nach 153.266 (andere Quellen nennen 153.252) produzierten Fahrzeugen.
Peugeot versuchte vorerst, sein Angebot für die obere Mittelklasse mit dem Peugeot 505 zu besetzen, der dafür technisch aufgewertet wurde. Erst im Juli 1989 erschien mit dem 605 ein direkter Nachfolger des 604.

## Lizenzbau von Kia
Kia Motors stellte den 604 ab 1975 unter Lizenz her. Aufgrund der Rationalisierungen im koreanischen Automarkt endete die Produktion bereits 1981, wobei die danach produzierten Fahrzeuge von Peugeot für Kia bis 1985 weiter vom Band liefen. Erst mit dem Kia Potentia bot Kia 1992 wieder ein Modell in der oberen Mittelklasse an.